# Уилтшир
Уи́лтшир или Ви́льтшир (англ. Wiltshire, /ˈwɪlt.ʃ(ɪ)ər/; сокращ. Вильтс, англ. Wilts) — церемониальное графство на юге Англии в составе региона Юго-Западная Англия. С 2009 года разделено на две унитарные единицы — Уилтшир и Суиндон, бывшее неметропольное графство Уилтшир с тех пор упразднено. Столица — Троубридж, крупнейший город — Суиндон. Население 642 тыс. человек (34-е место среди церемониальных графств; данные 2007 г.).

## География
Церемониальное графство Уилтшир занимает территорию 3 485 км² (14-е место среди церемониальных графств) и граничит на северо-востоке с церемониальными графствами Оксфордшир и Беркшир, на юго-востоке с церемониальным графством Хэмпшир, на юго-западе с церемониальным графством Дорсет, на западе с церемониальным графством Сомерсет, на северо-западе с церемониальным графством Глостершир.
Церемониальное графство Уилтшир состоит из двух политически независимых друг от друга унитарных единиц Уилтшир и Суиндон.
Унитарная единица Уилтшир занимает территорию 3 255 км² (3-е место среди районов) и граничит на северо-востоке с унитарной единицей Суиндон и церемониальным графством Беркшир, на юго-востоке с церемониальным графством Хэмпшир, на юго-западе с церемониальным графством Дорсет, на западе с церемониальным графством Сомерсет, на северо-западе с церемониальным графством Глостершир..

## Демография
На территории церемониального графства Уилтшир проживает 642 тысячи человек, при средней плотности населения 184 чел./км².
На территории унитарной единицы Уилтшир проживает 432 973 человек, при средней плотности населения 133 чел./км².
Рост населения:
- 1801: 185,107
- 1851: 254,221
- 1901: 271,394
- 1951: 386,692
- 2001: 613,024
- 2007: 642,000

## Административное деление
До 2009 г. в составе графства было 5 административных районов и округов.
|  | 1. Солсбери (бывший район неметропольного графства) 2. Западный Уилтшир (бывший район неметропольного графства) 3. Кеннет (бывший район неметропольного графства) 4. Северный Уилтшир (бывший район неметропольного графства) 5. Суиндон (унитарный) |

В ходе административной реформы 2009 года, бывшему неметропольному графству Уилтшир были переданы полномочия и функции входивших в него районов. В результате, бывшее неметропольное графство Уилтшир превратилось в унитарную единицу, а четыре входивших в него района были упразднены.
|  | 1. Уилтшир (унитарный) 2. Суиндон (унитарный) |

## Политика
Церемониальное графство Уилтшир не имеет единого органа муниципальной власти. Власть поделена между независимыми друг от друга советами унитарных единиц Уилтшир и Суиндон.
Совет унитарной единицы Уилтшир состоит из 98 депутатов, избранных в 98 округах. В результате последних[уточнить] выборов 61 место в совете занимают консерваторы.

## Военные объекты
- На территории графства расположены крупнейшие военные базы Соединённого королевства: Tidworth Camp[англ.] (место дислокации 1-й механизированной бригады) и Bulford Camp[англ.] (место нахождения 12-й бронетанковой бригады и частей Королевской военной полиции).[5][6]
- Тут же министерство обороны Великобритании в 1964 году разместило свой самый секретный объект — Центр химической, биологической, радиологической и ядерной защиты[англ.], входящий в технопарк Портон-Даун, названный по имени близлежащей деревни.

## Достопримечательности
- Стоунхендж
- Уилтон-хаус
- Лонглит
- Эйвбери
- Лонгфод — старинный замок на берегу реки Эйвон.
- Девизес — замок XIX века, построенный на руинах средневекового замка.